# Будинок Бомбея
Будинок Бомбея — історична будівля у Форті, Мумбаї. На даний час — головний офіс корпорації Tata Group. Чотирьохповерхова будівля, спроєктована архітектором Джорджом Вітетом, який пізніше став головою Tata Engineering Company Limited, зараз Tata Motors.